# Lezioni di tango
Lezioni di tango (The Tango Lesson) è un film del 1997 diretto da Sally Potter.